# Zbyslava Kyjevská
Zbyslava Kyjevská (rusky Сбыслава Ярославна, polsky Zbysława Kijowska; 1085/90? – 1112/14?) byla princezna Kyjevské Rusi z rodu Rurikovců a polská kněžna. Jejím otcem byl kníže Svjatopolk II. Izjaslavič.

## Život
Během bojů se svým nevlastním bratrem Zbyhněvem uzavřel Boleslav III. Křivoústý spojenectví s Kyjevskou Rusí a Uherskem. Na důkaz zpečetění aliance s Kyjevskou Rusí se Boleslav zasnoubil s nejstarší knížecí dcerou Zbyslavou. Manželství bylo uzavřeno v roce 1002 nebo na začátku roku 1003. Jejich jediným synem byl budoucí kníže Vladislav II. Vyhnanec, narozený v roce 1105.
Datum úmrtí Zbyslavy není jisté, ale stalo se tak nejpozději v roce 1114, protože o rok později (v roce 1115) se Boleslav III. oženil podruhé se Salomenou z Bergu.